# Jean-Pierre Pagès
Pour les articles homonymes, voir Pagès.
Jean-Pierre Pagès est un homme politique français né le 9 septembre 1784 à Seix (Ariège) et mort le 3 mai 1866 à Bannières (Tarn).

## Biographie
Jean-Pierre Pagès naît le 9 septembre 1784 à Seix. 
Avocat à Toulouse en 1804, membre de l'Académie de Toulouse, il est procureur impérial à Saint-Girons en 1811. Il démissionne en 1815 et se lie avec les libéraux, collaborant au Constitutionnel et au Courrier français. De retour à Toulouse en 1827, il y fonde le journal "La France méridionale".
Il est député de l'Ariège de 1831 à 1842, siégeant à gauche, et député de la Haute-Garonne de 1847 à 1849. Lors d'un débat parlementaire, il s'oppose au gouvernement  en déclarant « Le peuple, que vous ne connaissez guère, n'a que deux choses à produire : des richesses quand il travaille, des émeutes quand il a faim. ».